# El Soleràs
El Soleràs (spanisch Solerás) ist eine katalanische Gemeinde in der Provinz Lleida im Nordosten Spaniens mit 310 Einwohnern (Stand: 2024). Sie ist Teil der Comarca Garrigues.

## Geographische Lage
El Soleràs liegt etwa 20 Kilometer südsüdöstlich von Lleida in einer Höhe von 380 m. 

## Bevölkerungsentwicklung
| Jahr      | 1970 | 1981 | 1991 | 2001 | 2011 | 2021 |
| Einwohner | 593  | 540  | 449  | 434  | 369  | 337  |

## Sehenswürdigkeiten

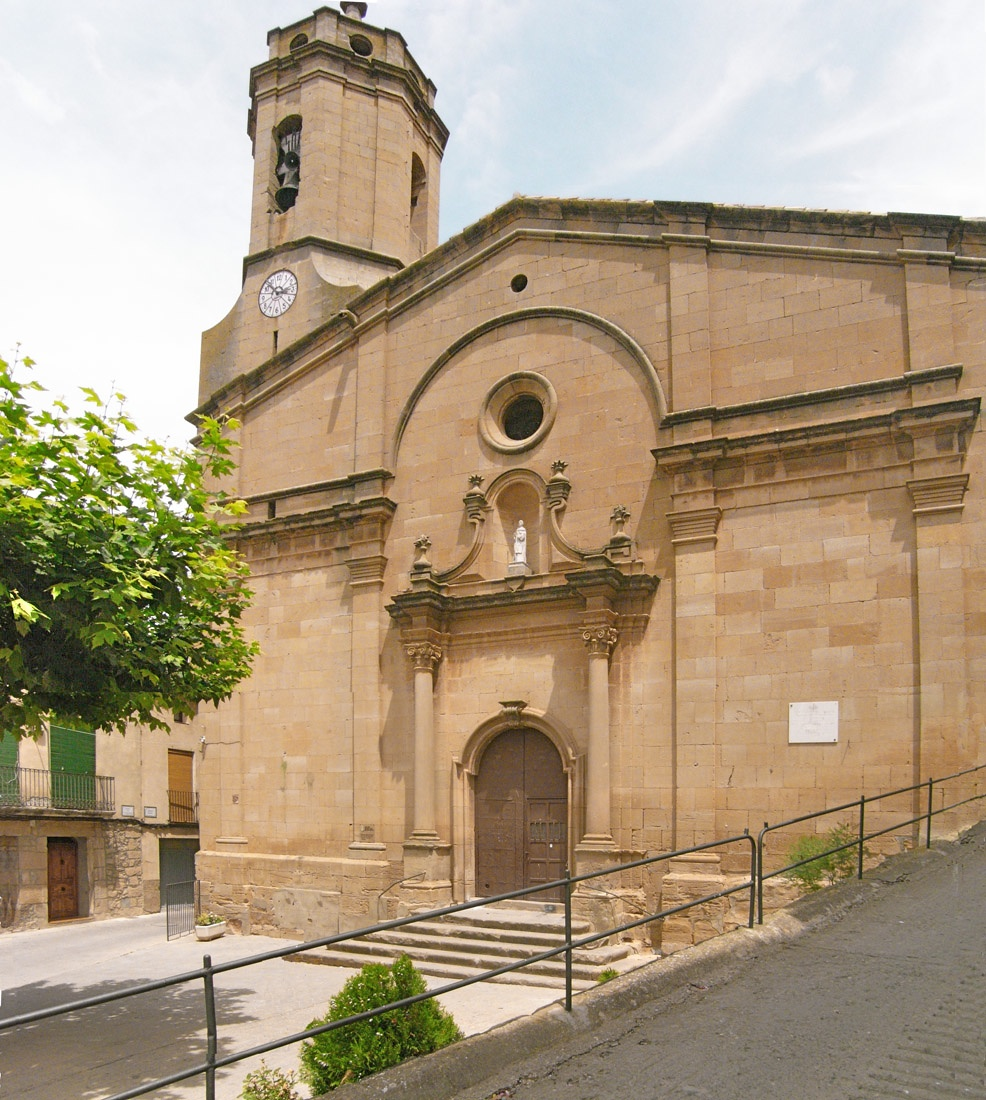
Kirche Mariä Himmelfahrt
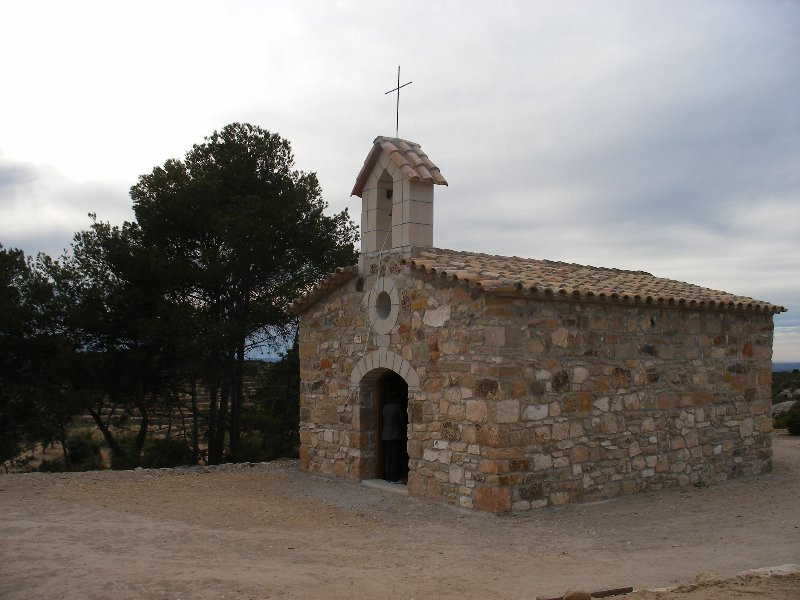
Marienkapelle

- Kirche Mariä Himmelfahrt
- Marienkapelle